# کاترین کامپتون
کاترین جولیا مکنزی (۱۰ نوامبر ۱۸۴۹ – ۱۶ مه ۱۹۲۸) یک بازیگر انگلیسی بود که بیشتر با نام کاترین کامپتون یا خانم کامپتون شناخته می‌شد. او بیشتر به خاطر حضور در کمدی‌های نوشته شده توسط همسرش، ر.سی. کارتن بین سال‌های ۱۸۸۵ و ۱۹۲۲ شناخته شده بود. کامپتون در ابتدا به حرفه موسیقی علاقه‌مند بود ولی موسیقی را رها کرد و در سال ۱۸۷۴ به بازیگری در صحنه تئاتر روی آورد.
کامپتون در ۱۶ مه ۱۹۲۸ در ۷۷ سالگی در خانه‌اش در آکتون، لندن یک ماه پس از مرگ شوهرش درگذشت.